# Chironia gratissima
Chironia gratissima är en gentianaväxtart som beskrevs av Spencer Le Marchant Moore. Chironia gratissima ingår i släktet Chironia och familjen gentianaväxter. Inga underarter finns listade i Catalogue of Life.